# Luis Ortiz Muñoz
Luis Ortiz Muñoz (Sevilla, 14 de marzo de 1905-Madrid 14 de junio de 1975) fue un periodista, catedrático de Latín y político español. Fue director general de Enseñanza Media (1942-1951) y subsecretario de Educación Popular (1946-1951), integrado en el equipo del ministro de Educación Nacional, José Ibáñez Martín, durante la dictadura franquista.

## Biografía
Nacido el 14 de marzo de 1905 en la ciudad andaluza de Sevilla, estudió Filosofía y Letras en Sevilla y Granada, doctorándose en Madrid. Colaboró en medios como El Correo de Andalucía y El Debate.Fue miembro de la Asociación Católica Nacional de Propagandistas.
En 1939 ganó por oposición la cátedra de griego del Instituto Nacional de Enseñanza Media «Ramiro de Maeztu» del que inmediatamente fue designado director, cargo en el que permaneció hasta su jubilación. Desde su cargo, promovió la instalación de una estatua ecuestre de Francisco Franco —la primera del país— en el instituto, que sería retirada en 1987 tras ser objeto habitual de vandalismos una vez muerto el dictador.
En 1940 Ortiz publicó Glorias imperiales (ed. Magisterio Español), un libro escolar de lecturas históricas que se convertiría en un best-seller de la época con numerosas reediciones durante los siguientes veinte años. La publicación estaba dedicada «al Caudillo invicto que nos ha devuelto la España una, grande y libre», y contó entre otros con el respaldo del cardenal Gomá y del ministro José Ibáñez Martín. Los dos volúmenes llegaron a todas las escuelas de la España de posguerra, con el objetivo de revivir en los escolares «aquellos sentimientos de religiosidad y patriotismo» que permitieran «preparar el camino del verdadero Imperio espiritual de España», en palabras del propio ministro franquista de Educación.
En 1942 se convirtió en director general de Enseñanza Media del Ministerio de Educación Nacional (MEN), reemplazando en funciones a José Pemartín y simultaneando el cargo con el de secretario del Servicio Español del Profesorado de Enseñanza Media (SEPEM).
En 1946 se convirtió en el subsecretario de la nueva Subsecretaría de Educación Popular del ministerio, que recogía las competencias de la disuelta Vicesecretaría de Educación Popular de FET y de las JONS y sus correspondientes delegaciones nacionales. Esto suponía que el control de la prensa y propaganda en el régimen pasaba de los falangistas a «católicos» miembros de la Asociación Católica Nacional de Propagandistas como el propio Ortiz o Tomás Cerro Corrochano.Desempeñó el cargo hasta 1951, año en el que las competencias de la subsecretaría pasaron a su vez al Ministerio de Información y Turismo, de nueva creación. También en 1951 cesó como procurador en las Cortes franquistas, cargo que desempeñaba desde 1943.
Demostró un gran interés en las hermandades sevillanas, y en 1943 fue pregonero de la Semana Santa de Sevilla.
Falleció el 14 de junio de 1975 en Madrid.

## Distinciones
- Gran Cruz de la Orden del Mérito Civil (1946)[10]
- Gran Cruz de la Orden de Isabel la Católica (1947)[11]
- Gran Cruz de la Orden del Mérito Naval, con distintivo blanco (1948)[12]
- Gran Cruz de la Orden Civil de Alfonso X el Sabio (1951)[13]
- Gran Cruz de la Orden Imperial del Yugo y las Flechas (1963)[14]
- Gran Oficial de la Orden de África (1965)[15]
- Gran Cruz de la Real y Muy Distinguida Orden de Carlos III (1975)[16]